# Beroestadion
Het Beroestadion is een multifunctioneel stadion in Stara Zagora, een stad in Bulgarije. 
Het stadion wordt vooral gebruikt voor voetbalwedstrijden, de voetbalclub Beroe Stara Zagora maakt gebruik van dit stadion. Het stadion werd ook gebruikt tijdens het EK voetbal –17 in 2015. In het stadion is plaats voor 12.128 toeschouwers. Het stadion werd geopend op 4 april 1959. 
Het toeschouwersrecord werd gevestigd in 1972, toen er 42.000 supporters kwamen kijken naar een competitiewedstrijd tussen Beroe Stara Zagora en Levski Sofia.